# Mã Gia Tước
Mã Gia Tước (giản thể: 马加爵; phồn thể: 馬加爵; bính âm: Mǎ Jiājué) là một sinh viên ngành Hóa sinh Đại học Vân Nam. Mã đã giết 4 người bạn của mình và giấu thi thể vào tủ cá nhân trong ký túc xá.

## Cuộc đời
Mã Gia Tước sinh ra ở một ngôi làng nghèo khó tại huyện Tân Dương, Nam Ninh, Quảng Tây. Mã đỗ Đại học Vân Nam sau khi vượt qua kỳ thi Cao khảo.

## Quá trình gây án
Theo thông tin điều tra, Mã Gia Tước đã giết 4 người bạn học của mình vào ngày 13 tháng 2 năm 2004, nguyên nhân là do xảy ra mâu thuẫn khi đánh bài với một người bạn học là Thiệu Thụy Kiệt. Tất cả đều bị giết bằng một cách thức là bị đánh vào đầu bằng búa. Mã đã dùng chăn quấn các thi thể lại và giấu chúng trong tủ đồ cá nhân. Vào ngày 23 tháng 2 năm 2004, các thi thể được phát hiện khi Mã chạy trốn được 21 ngày. Cảnh sát đã treo thưởng 200.000 nhân dân tệ cho ai phát hiện ra Mã. Vào tháng 3 năm 2004, Mã Gia Tước đã bị bắt.

## Bị tử hình
Mã Gia Tước đã bị Tòa án Nhân dân thành phố Côn Minh kết án tử hình vào tháng 4 năm 2004. Thứ Năm ngày 17 tháng 6 năm 2004, Mã Gia Tước bị hành quyết.